# 羅娜·蓮妮
羅娜·萊格特·蓮妮（英語：Laura Leggett Linney，1964年2月5日—）是一名美國女演員和歌手，曾贏得兩項金球獎和四項黃金時段艾美獎，並獲得了三項奧斯卡獎和五項托尼獎的提名。

## 早年生活
琳尼出生於紐約市曼哈頓。她的母親米里亞姆·安德森·“安”·珀斯（娘家姓萊格特）是紀念斯隆·凱特琳癌症中心的一名護士，她的父親羅穆盧斯·撒迦利亞·琳尼四世是一位劇作家和教授。琳妮與父親在新罕布夏州度過了夏天，並愛上了舞台，並從十一歲開始與當地劇團合作。琳尼的曾曾祖父是共和黨美國國會議員羅慕盧斯·撒迦利亞·琳尼。她有一個同父異母的妹妹，名叫蘇珊，是她父親第二次婚姻所生的。

## 職業生涯
琳尼於1990年在紐約舞台上首次亮相，在外百老匯改編的《海鷗》中飾演妮娜，故事背景設定在漢普頓。這部廣受好評的作品由傑夫科恩構思和執導，在字母城的RAPP藝術中心展出，獲得了廣泛好評。《紐約時報》寫道：「最棒的是琳尼小姐飾演的妮娜。她飾演的妮娜從一個天真、理想主義的藝術家追隨者，帶著瘋狂的決心，變成了一個比身受絕症的鳥女更堅強、更複雜的女人。她顯然是一個具有巨大潛力的人才」。

## 外部連結
- 羅娜·蓮妮在互联网电影资料库（IMDb）上的資料（英文）
- 互聯網百老匯資料庫（IBDB）上羅娜·蓮妮的資料（英文）